# Tabla za crtanje
Tabla za crtanje, poznata i pod nazivom kulman, je pomagalo koje koriste tehnički crtači, tehničari i inženjeri za crtanje tehničke dokumentacije.
Postupak izrade dokumentacije, kada su mašinski elementi u pitanju, se uglavnom realizovao sledećim redosledom:
Inženjer bi uradio grubu skicu dela, poželjno sa dimenzijama, najčešće olovkom.
Na osnovu skice tehničar bi uz eventualna dodatna merenja na papiru iz pomoć table za crtanje nacrtao tačan crtež, takođe olovkom. Papir koji se koristio za crtanje je poznat pod imenom Hamer papir sto asocira na njegovu čvrstoću. Praktično „u olovci“ bi se dobio konačan crtež. Pošto je crtež olovkom moguće brisati od tog crteža je bilo potrebno dobiti trajni dokument.
Tehnički crtač bi na svoju tablu za crtanje zalepio crtež na hameru a preko njega prelepio prozirni papir pod imenom paus papir. Potom bi uz pomoć lenjira koji čini komplet sa tablom za crtanje i krivuljara na pausu, tušem , precrtao crtež u olovci sa hamera.
Ovaj originalni crtež je potom overavan od strane konstruktora i čuvan u arhivi tehničke dokumentacije.
Za potrebe proizvodnje, kontrole, tehničke dokumentacije potreben za održavanje, dokument sa pausa bi se na posebnim mašinama kopirao na ozalid papir, papir sličan običnom belom papiru. Kopiranje je moglo da se radi onoliko puta koliko je potrebno. To se radilo u odeljenjima koja su prethodnica današnjih kopirnica.
Uvođenjem softverskih programa za potrebe crtanja kao što su AutoCad i sl. Potreba za crtaćim tablama i tehničkim crtačima je nestala.